# ستيفان سيميتش
ستيفان سيميتش (بالتشيكية: Stefan Simič)‏ هو لاعب كرة قدم تشيكي في مركز قلب الدفاع، ولد في 20 يناير 1995 في براغ في جمهورية التشيك. شارك مع منتخب التشيك تحت 16 سنة لكرة القدم ومنتخب التشيك تحت 17 سنة لكرة القدم ومنتخب التشيك تحت 19 سنة لكرة القدم ومنتخب جمهورية التشيك تحت 20 سنة لكرة القدم ومنتخب جمهورية التشيك تحت 21 سنة لكرة القدم ومنتخب جمهورية التشيك لكرة القدم. أما مع النوادي، فقد لعب مع إيه سي ميلان ورويال إكسل موسكرون ونادي فاريسي ونادي كروتوني وهايدوك سبليت.

## وصلات خارجية
- ستيفان سيميتش على موقع الاتحاد الأوربي (الإنجليزية)
- ستيفان سيميتش على موقع الاتحاد التشيكي (الإنجليزية)
- ستيفان سيميتش على موقع قاعدة بيانات كرة القدم.إي يو (الإنجليزية)
- ستيفان سيميتش على موقع ناشيونال فوتبول تيمز (الإنجليزية)
- ستيفان سيميتش على موقع Soccerway.com (الإنجليزية)
- ستيفان سيميتش على موقع عالم كرة القدم.نت (الإنجليزية)
- ستيفان سيميتش على موقع AS.com (الإسبانية)